# Dalea jamesonii
Dalea jamesonii är en ärtväxtart som först beskrevs av James Francis Macbride, och fick sitt nu gällande namn av James Francis Macbride. Dalea jamesonii ingår i släktet Dalea, och familjen ärtväxter. IUCN kategoriserar arten globalt som sårbar. Inga underarter finns listade i Catalogue of Life.